# JAAC
Le Club des Artistes Publicitaires Japonais, plus connu sous le sigle de JAAC est une organisation pionnière du design graphique au Japon. Elle est fondée en 1951 dans un contexte d'expansion économique du Japon. Au fil des ans, l'organisation est critiquée pour sa trop grande focalisation sur l'esthétique et son désintérêt pour les questions sociétales et sociales, elle est accusée d'élitisme. Assaillie par les critiques, l'organisation est dissoute en 1970.